# David Ernst Oppenheim

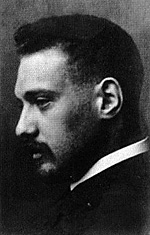
David Ernst Oppenheim, um 1920

David Ernst Oppenheim (* 20. April 1881 in Brünn, Mähren; † 18. Februar 1943 im KZ Theresienstadt) war ein österreichischer Altphilologe und Gymnasiallehrer für Griechisch und Latein, Psychologe und Vertreter der Individualpsychologie.

## Leben
Oppenheim wurde 1881 in Brünn als Sohn des Sekretärs der Israelitischen Kultusgemeinde geboren. Seine Vorfahren waren seit Generationen Rabbiner. Von 1899 bis 1905 studierte er Philosophie, Pädagogik und Alte Geschichte an der Universität Wien. 1906 belegte er eine Vorlesung Sigmund Freuds. Im gleichen Jahr hatte er Amalie Pollak, die Tochter eines Rabbiners geheiratet, die Mathematik und Physik studiert hatte und zu den ersten Frauen gehörte, die an der Wiener Universität promovieren konnten.
Von 1909 bis zu seiner Entlassung im Mai 1938 durch die nationalsozialistischen Machthabern war er Gymnasiallehrer am Akademischen Gymnasium. Neben seiner Lehrtätigkeit betrieb er wissenschaftliche Studien in Psychologie, um das „Geheimnis der Menschenseele“ zu erforschen. Im Januar 1910 wurde er Mitglied der Wiener Psychoanalytischen Vereinigung (WPV). Als es zum Bruch mit Freud kam, verließ er mit Adlers Anhängern im Oktober 1911 die WPV und wurde Gründungsmitglied der neuen tiefenpsychologischen Schule der Individualpsychologie.
Im Ersten Weltkrieg kämpfte er – anfänglich begeistert – an mehreren Fronten, wurde verwundet und hoch dekoriert. Später entwickelte er sich immer mehr zum überzeugten Pazifisten, trat 1918 der SPÖ bei und blieb bis zu deren Verbot 1934 aktives Mitglied. In den 1920er Jahren war er im Verein für Individualpsychologie aktiv. Seine Zusammenarbeit mit Adler dauerte bis 1930.
Während seine beiden Töchter nach Australien fliehen konnten, wurde er trotz seiner Kriegsauszeichnungen aus dem Ersten Weltkrieg zusammen mit seiner Frau Amalie am 21. Oktober 1942 ins Konzentrationslager Theresienstadt deportiert, wo er starb, weil man ihm als Diabetiker das lebensnotwendige Insulin vorenthielt. Seine Ehefrau überlebte das Konzentrationslager und emigrierte 1946 zu ihren Töchtern nach Melbourne in Australien.

## Werk
Er beteiligte sich am wissenschaftlichen Vereinsleben der WPV und publizierte unter dem Pseudonym „unus multorum“ die Arbeit Der Selbstmord im kindlichen Lebensalter.
Oppenheim betrieb Studien zum Thema „Träume im Folklore“. Gemeinsam mit Freud verfasste er vermutlich 1911 das Manuskript von Träume im Folklore, das von Oppenheims Witwe nach Australien gerettet wurde und erst 1958 (in Dreams in Folklore. Teil 2. International Universities Press, New York, S. 69–111) veröffentlicht wurde.
In den 1920er Jahren arbeitete er im Wiener Verein für Individualpsychologie, präsidierte öffentliche wissenschaftliche Sitzungen und ließ in der Internationalen Zeitschrift für Individualpsychologie (IZIP) Vorträge und Aufsätze veröffentlichen.

## Schriften
- Neoptolemos und Pyrrhos. Dissertation. Universität Wien 1904.
- Der Selbstmord im kindlichen Lebensalter. Diskussionen des Wiener Psychoanalytischen Vereins. Heft 1: Über den Selbstmord, insbesondere über den Schülerselbstmord. Wiesbaden. (Publiziert unter dem Pseudonym „unus multorum“) 1910.
- Der Mann in Schönherrs „Weibsteufel“. IZIP 2/1, S. 26–31. 1923.
- Shakespeares Menschenkenntnis. IZIP 2/2, s. 37–39. 1923.
- Vergils Dido. IZIP 3, S. 79–91. 1925.
- Der Kampf der Frau um ihre gesellschaftliche Stellung im Spiegel der antiken Literatur. IZIP 3, S. 287–290. 1925.
- Die Frau in der jüdischen Religion. IZIP 3, S. 335–337. 1925.
- Dichtung und Menschenkenntnis: Psychologische Streifzüge durch alte und neue Literatur, Bergmann Verlag, München 1926.
- Zu Schillers Novelle: Der Verbrecher aus verlorener Ehre. IZIP 6, S. 358–362. 1928
- Selbsterziehung und Fremderziehung nach Seneca. IZIP 8, S. 62–70. 1930.
- Ziel und Weg der Menschkenntnis. IZIP 8, S. 221–233 1930.
- Sigmund Freud und David Ernst Oppenheim: Träume im Folklore – Dreams in Folklore [1911]. International Universities Press, New York 1958.
- „... von Eurem treuen Vater David“. David Ernst Oppenheim in seinen Briefen 1938–1942. Böhlau Verlag, Wien 1996, ISBN 3-205-98417-X